# Iris Apfel
Pour les articles homonymes, voir Apfel.
Iris Apfel, née Iris Barrel le 29 août 1921 dans le Queens (New York) et morte à Palm Beach (Floride) le 1er mars 2024,, est une entrepreneuse américaine, architecte d’intérieur et icône de la mode.

## Biographie

### Jeunesse
Issue d'une famille juive,, Iris Barrel est la fille unique de Samuel Barrel, dont la famille possède une entreprise de verre et de miroir, et de sa femme d'origine russe, Sadye, qui possède une boutique de mode.
Elevée à la campagne dans une ferme du Queens avec ses parents et ses grands-parents, elle a un problème de santé et devient obèse. Elle a des difficultés à trouver des tenues à sa taille et les vendeuses lui font des remarques sur son aspect physique comparé à l'élégance de sa mère.
À 12 ans elle commence à prendre le train pour Manhattan les jeudis après-midi et profite du billet unique de métro pour visiter chaque semaine un quartier différent de New York comme Chinatown, Yorkville, Harlem. Son préféré est Greenwich Village où elle explore les magasins d'antiquités et commence à se constituer une collection de bijoux.
De sa jeunesse pendant les années de la Grande Dépression elle apprend de sa mère un moyen économique pour rester élégante : s'approprier une tenue grâce à des accessoires. Une seule robe simple et bien coupée à laquelle on ajoute des bijoux qu'on change au cours de la journée suffit pour exprimer son individualité.
Elle étudie l'histoire de l'art à l'université de New York et fréquente l'école d'art à l'université du Wisconsin à Madison.

### Carrière
Jeune femme, Iris Barrel travaille pour le quotidien Women's Wear Daily et pour le designer d'intérieur Elinor Johnson. Elle est également l'assistante de l'illustrateur Robert Goodman.
En 1948, elle épouse Carl Apfel. Deux ans plus tard, ils lancent l'entreprise de textile Old World Weavers et la dirigent jusqu'à leur retraite en 1992. Grâce à leur entreprise, le couple voyage beaucoup ; c'est ainsi qu'elle déniche des bijoux et des vêtements artisanaux aux quatre coins du monde, qu'elle porte dans les soirées mondaines de leurs clients.
De 1950 à 1992, Iris Apfel prend part à divers projets de design et de restauration. Elle travaille en tant que décoratrice à la Maison-Blanche pour le compte de neuf présidents : Truman, Eisenhower, Kennedy, Johnson, Nixon, Ford, Carter, Reagan et Clinton.
En 2011, elle conçoit un programme d'études de premier cycle dans la filière textiles et vêtements de la faculté des sciences humaines de l'université du Texas. La même année, elle est choisie comme égérie de la marque de cosmétiques MAC Cosmetics.
Début 2016, elle devient l'égérie de la Nouvelle DS3 pour la marque automobile Citroën. Une nouvelle génération la découvre grâce à cette publicité, grâce au documentaire IRIS sur Netflix, et également à son compte Instagram, qui totalise trois millions d'abonnés en mars 2024.
Elle crée une collection de bijoux, une ligne de prêt-à-porter pour le téléachat américain et collabore avec la marque Happy Socks.
Grande fan de Mickey, étant elle-même plus âgée que la célèbre souris née en 1928, elle souhaite collaborer avec Disney, une opportunité qui ne se présentera pas.

## Hommages

### Exposition personnelle au MET
À l'âge de 83 ans, dix ans après sa retraite et alors qu'elle n'était connue jusque là que dans les cercles new-yorkais du design d'intérieur, une nouvelle notoriété lui est donnée par une exposition personnelle.
L'été 2005, une exposition à l'Institut du vêtement du Metropolitan Museum of Art à New York ayant été annulée, le curateur Harold Koda (en) doit la remplacer au pied levé. Ayant entendu parler de la collection personnelle de mode d'Iris Apfel, Koda l'appelle et lui propose d'exposer quelques-uns de ses accessoires vintage et design.
Au départ, seule une quinzaine d'accessoires devait être exposée dans une galerie, mais devant la richesse de la collection d'Iris Apfel, Koda sélectionne trois cent pièces et décide d'étendre l'exposition à tout l'Institut et présente quatre vingt six pièces de vêtements d'Iris entièrement accessoirisées par ses soins.
Pour cette exposition, les organisateurs prennent le risque de briser un plafond de verre. Il y avait en effet une règle non-écrite qui disait qu'une femme ne pouvait pas avoir une exposition au MET si elle ne travaillait pas comme designer dans l'industrie de la mode ou si elle n'était pas morte.
Le 13 septembre 2005 l'exposition ouvre ses portes. Elle s'appelle Rara Avis, oiseau rare en latin, parce que le co-curateur Richard Martin (en) avait l'habitude d'appeler Iris Apfel The rare bird et ne bénéficie d'aucune publicité. Mais le bouche à oreille fonctionne et l'exposition est un succès.
Elle ouvre à Iris Apfel les portes du monde professionnel de la mode et celle qui est devenue « icône par accident », comme elle l'indiquera dans le titre de son autobiographie publiée en 2018, entame alors sur le tard une carrière de styliste et d'égérie de marques.
Le succès de l'exposition amène aussi Stéphane Houy-Towner à la montrer dans divers musées à travers le pays notamment au Norton Museum of Art à West Palm Beach en Floride, au Nassau County Museum of Art à New York, et plus tard au Museum of Lifestyle & Fashion History de Salem.

### Documentaire
En 2014, Albert Maysles, un ami de longue date, réalise un documentaire sur elle appelé simplement Iris (en).
Il est projeté en avant première au 52e Festival du film de New York en octobre 2014 et le réalisateur et la styliste ont un long entretien en public sur la création de ce documentaire.
Albert Maysles décède peu avant la sortie du documentaire en salle en mars 2015.
La journaliste Jennifer Ash Rudick (en) se réjouit que le film ne réduise pas Iris Apfel au stéréotype de la vieille dame un peu folle avec une collection de bijoux. Albert Maysles y montre le portrait d'une artiste dont le processus créatif est le fait même de s'habiller.
On la voit négocier des prix avec des marchands de rue, s'approvisionner dans des brocantes et assembler ses pièces dans des tenues au jour le jour.
Dans le film, elle se remémore un des événements fondateurs de son travail de styliste : sa rencontre, lorsqu'elle est encore une jeune fille qui passe son temps à courir les magasins à New York, avec Frieda Loehmann (en), la propriétaire du magasin éponyme, qui lui déclare : « Vous n'êtes pas jolie, vous ne serez jamais jolie. Mais ça ne fait rien. Vous avez quelque chose de bien mieux : vous avez du style.».

### Exposition à Paris
Une exposition lui est consacrée au Bon Marché rive Gauche du 27 février au 16 avril 2016 lors de Fashion Week parisienne. Intitulée « Iris in Paris » elle retrace à travers dix silhouettes, dix malles-vitrine et dix petits films le parcours idéal d'Iris Apfel à travers la capitale : Iris aux Tuileries, Iris aux puces, Iris à l’Opéra, Iris au Bon Marché...
Les tenues sont composées d'éléments de la garde robe personnelle de la styliste mais aussi d’accessoires inédits, colliers, lunettes, sac..., créés pour l’occasion et vendus sur place et accompagnées d'illustrations d' Eric Giriat.

### Poupées Barbie
A 96 ans, Iris Apfel est la personne la plus âgée à avoir une poupée Barbie à son effigie. L'exemplaire unique, sorti le 15 mars 2018 et non commercialisé, est un cadeau de la firme Mattel pour le lancement d'une exposition à son honneur chez Bergdorf Goodman. La poupée porte la même tenue que celle qui figurera sur la photographie de couverture de son autobiographie Iris Apfel : accidental icon (Icône malgré moi) parue la même année : un ensemble pantalon Gucci vert émeraude, un col plissé, des colliers superposés, de larges bracelets monochromes et les fameuses lunettes surdimensionnées.
En automne 2018, Mattel commercialise deux poupées de collection Barbie Signature stylisées par Iris Apfel, l'une avec un tailleur pantalon à fleurs l'autre avec une veste en fourrure et un pantalon pattes d’éléphant, des tenues destinées à être commercialisées ensuite grandeur nature sur le marché de la mode. À la demande d'Iris Apfel, aucune de ces poupées n'est ridée.

## Style

### Caractéristiques
Qu'elle apparaisse dans une tenue jaune à froufrous comme à son centième anniversaire, en boa et pantalon rouges aux 38e American Image Awards ou en costume de satin bleu imprimé aux ACE Awards en 2021, Iris Apfel assortit toujours ses tenues colorées et excentriques à des chaussures de couleurs assorties et une accumulation de bijoux éclectiques, des colliers et bracelets ethniques ou graphiques grand format.
Cheveux gris coupés courts, pas de chirurgie esthétique, pas de maquillage sauf un rouge à lèvre éclatant et des lunettes géantes en forme de hublot parachèvent la signature de son allure unique.
Reconnaissable au premier coup d'oeil, le style de celle qui déclare « La clé d'un grand style est de savoir qui vous êtes » est très personnel et aux antipodes de la mode.
Ses célèbres lunettes géantes façon "hibou" qui la rendent reconnaissable parmi toutes sont un accessoire à part dans sa collection.
Obsédée par les lunettes dès son plus jeune âge, elle s'en procure de nombreux modèles dans les brocantes et les porte sans verre, juste pour rire.
Lorsque sa vue baisse avec l'âge, elle se décide à les porter comme lunettes de vue et choisit, tant qu'à faire, les plus grandes possibles, à contrepied de la mode de l'époque.
Quand on lui demande pourquoi elle porte des lunettes si grandes elle répond : « C'est pour mieux vous voir. »,.
Mixant le simple et le sophistiqué, les pièces de haute couture avec des vêtements basiques, des habits chinés dans des puces et des vêtements ethniques, son art d'harmoniser les couleurs crée un aspect aussi énergique que sa propre personne. Pour elle la couleur est un élément à part entière du design qui peut transformer un objet en oeuvre d'art et le goût du vintage un art de vivre : 
« Quand on aime le vintage et les vieilleries, on les aime partout, dans sa maison, dans ses habits et ses accessoires. On peut faire des erreurs de goût mais on peut aussi souffrir d'un excès de bon goût. ».
La composition de ses tenues accessoirisées est faite à neuf chaque matin sans aucun a priori et réalisée en quelques minutes, à l'intuition.
Elle la compare à l'improvisation en jazz : « Il y a tellement de similitudes. Je n'ai pas de règles parce que je ne ferais que les enfreindre, c'est donc une perte de temps. ».
Elle a une vision pragmatique de l'habillement : « Les vêtements, ce n’est pas ma vie, contrairement à ce que les gens croient. Je le prends très mal quand on me décrit comme un portemanteau. J’aime bien m’habiller, mais il faut que ce soit pratique, immédiat ». Dans la vie, elle ne se prend pas au sérieux mais s'habille pour elle-même et pour ses proches.
Sa devise, affichée sur son compte Instagram, est : « More is more and less is a bore » (Plus c'est plus, et moins c'est l'ennui), une recomposition personnelle des formules de deux architectes, Mies Van der Rohe (Less is more) et Robert Venturi (More is not less, less is a bore).
Pour elle, le style c'est l'attitude, l'attitude et encore l'attitude. Il faut savoir qui on est.
Mais, précise-t-elle, « À vous de voir jusqu'où vous pouvez aller. Ce n'est pas parce que je porte des tenues chargées en accessoires qu'il faut faire pareil. On peut être minimaliste et avoir beaucoup de style. ».

### Physique
Opposée au Botox et à la chirurgie esthétique qu'elle estime utile pour réparer une disgrâce mais pas pour rajeunir, elle ne porte volontairement pas de maquillage dont elle pense qu'il vieillit inutilement et fait une exception pour le rouge à lèvres. Lors de soirées à Palm Beach, en Floride, avec son mari Carl, il lui fait remarquer : « Ma chérie, tu es la seule à avoir ton vrai visage. ».
En ce sens, elle appartient à l'école de pensée de Diana Vreeland qui assumait ses défauts physiques et les transformait en posture artistique.

### Mode
Iris Apfel regrette toute la pression qui est faite sur les femmes à propos de ce qu'elle doivent porter ou ne pas porter. Pour elle, s'habiller doit être un plaisir et le moyen d'exercer sa créativité, et il vaut mieux être heureuse qu'être bien habillée.
Son approche de la mode est une célébration de l'individualité et l'expression personnelle. Pour elle, l'important c'est d'être soi-même et pas de suivre la mode, ce qui implique de prendre quelques risques. Un bon design c'est de l'expression personnelle et ne pas copier n'importe qui d'autre.
Reconnaissable au premier coup d'oeil, le style de celle qui déclare « La clé d'un grand style est de savoir qui vous êtes » est très personnel et aux antipodes de la mode. Une particularité relevée par les professionnels : Iris Apfel « ce n’est pas une icône de la mode, c’est une icône de style. ».

### Originalité
Pour elle, le style apporte exprime l'individualité face aux normes établies par la mode. La mode, c'est facile à se procurer, ça s'achète tout prêt, mais « le style, je pense, est dans notre ADN. Il implique de l'originalité et du courage », un message qu'elle donne dans ses interviews et fait relayer sur son compte TikTok de près de 300 000 followers : « Sortez de votre zone de confort, ne devenez pas ennuyeux » leur déclare celle qui se considère comme la plus vieille adolescente vivante du monde.
Pour elle, les jeunes doivent apprendre à être eux-mêmes, à développer un sens de la curiosité et ne pas vivre par procuration à travers les modèles sans personnalité qu'ils suivent sur les réseaux sociaux.
Et pour cela, rien ne remplace l'expérience pour mettre au point son propre style.
Lorsqu'elle travaillait dans les années quarante comme assistante d'édition à Women’s Wear Daily, Iris Apfel gagnait 15 dollars par semaine. À l'époque, une robe coûtait environ 35 dollars et elle devait parfois économiser plusieurs semaines pour pouvoir se la payer et voir ensuite si elle lui convenait et pouvait en tirer quelque chose pour construire une tenue expressive.
L'accès des jeunes générations à des vêtements moins chers devrait, selon elle, permettre de réaliser plus facilement des expériences d'assortiments de tenues et d'accessoires pour créer son style personnel.
Sa recommandation pour être original est : « Connaissez-vous et restez vous-même. ». Elle pense qu'une large proportion de ses fans ne sont pas spécialement concernés par la mode mais l'aiment simplement parce qu'elle est différente et qu'elle ne pense pas comme tout le monde.
« Les gens sont fatigués par les pires aspects de la technologie. Ils vivent une vie de presse-boutons. Ils n'utilisent pas leur imagination. ».
Iris Apfel est considérée comme un antidote à l'uniformisation de la globalisation ambiante. Elle laisse en héritage le courage et la joie qu'elle a éprouvé à porter ses multiples tenues en toute liberté.
Jusqu'à la fin de sa vie, elle revendique le droit à la différence
« Quand on ne s’habille pas comme tout le monde, on n’a pas besoin de penser comme tout le monde. ».

### Critiques
En 2015, la journaliste Antonia Farzan (en) fait remarquer que si Iris Apfel représente une manière non-conventionnelle de voir la mode qui attire l'attention, il y aurait cependant peu de chance que des stylistes actuels la choisissent comme égérie si elle avait aujourd'hui 20 ans. Pour des femmes jeunes, le manniquenat reste en effet réservé à des profils comme Karlie Kloss.
Et il est plus facile d'être hors-normes et de défier les conventions de ce qui est considéré comme attractif par la mode lorsqu'on a 90 ans - un âge auquel la société considère que vous êtes de toutes façons agenrée et désexualisée -  que quand on est jeune. La vieillesse libère et on peut alors être appréciée pour des excentricités qu'avant, on vous aurait, au mieux, pardonnées.
Avec l'âge on prend de l'assurance, mais, comme le note Jennifer Ash Rudick, Iris Apfel n'a pas attendu d'être vieille pour avoir du culot et elle n'a jamais demandé à personne la permission, ou de se faire pardonner quoi que ce soit, pour ses prises de position esthétiques.

## Vie privée
Iris et Carl se marient en 1948, fondent en 1950 leur entreprise de textile Old World Weavers où ils travaillent ensemble pendant 42 ans.
Le couple n'a pas d'enfants.
Un choix d'Iris en accord avec son mari.
Elle souhaite en effet faire carrière et voyager, des conditions qu'elle estime incompatibles avec le fait d'élever un enfant dans des conditions correctes et agréables,.
En 2005, sa seconde carrière lancée par son exposition au MET a été une bénédiction pour elle, car sa retraite s'était soldée par une perte importante de vie sociale.
En 2018, elle déclare boire du vin rouge en petite quantité et avoir longtemps aimé la vodka. Elle se couche tard car elle est un oiseau de nuit, a fumé jusqu’à quatre paquets par jour, mais a arrêté du jour au lendemain dans les années 1970.
En 2018 également, elle déclare à propos de son compte Instagram :
« Il paraît que les photos sont bien. Je ne sais pas, je n’y vais jamais. Je suis contre les réseaux sociaux, je ne les utilise pas car je pense que c’est une régression pour l’humanité parce que ça tue la créativité. On appuie sur un bouton et on imagine qu’on invente quelque chose. C’est grotesque. La jeune génération est accro et ça lui pourrit le cerveau. ».
Elle n'utilise pas Internet et n'a pas d’adresse e-mail, « Question technologie, je vis à la fin du XVIIe siècle, et j’ai bien l’intention d’y rester. ».
Créé à son insu par une de ses fans, une femme prénommée Paris qui habite à Vienne, en Autriche, son compte Instagram est ensuite géré par un agent et totalise près de trois millions de followers en mars 2024.
Son mari Carl aimait les vêtements et était connu pour ses lunettes, comme Iris, mais aussi ses pantalons incroyables, coupés à partir de tissus d’ameublement conçus pour leur entreprise de textile.
Le 1er août 2015, son mari Carl Apfel meurt à l'âge de 100 ans, trois jours avant ses 101 ans.
Iris et Carl ont vécu 68 ans de vie commune.
« Carl était très drôle. Nous riions beaucoup ensemble et ne nous engueulions presque jamais. Il ne se prenait pas au sérieux. Et il dédramatisait beaucoup. Il avait sa vie, et moi la mienne, ça nous permettait de faire plein de choses ensemble. ».

## Mort
Iris Apfel meurt à son domicile à Palm Beach en Floride le 1er mars 2024 à l’âge de 102 ans. Un jour avant, son compte Instagram avait posté une photo célébrant ses « 102 ans et demi », son Leap Day,.

## Postérité
Le Peabody Essex Museum a reçu de la part d'Iris Apfel une donation plus de mille pièces de vêtements et d'accessoires dont une partie est exposée dans la galerie permanente Carl and Iris Barrel. L'exposition est accessible en ligne en visite virtuelle et régulièrement renouvelée.

## Ouvrages

### Autobiographie
- Icône malgré moi. Rêveries d'une starlette gériatrique, traduction Agathe Micoulaud, Michel Lafon, 2018,  (ISBN 978-2-7499-3707-6).

### Autres publications
- (en) Iris Barrel Apfel, ATTATA Foundation, Newark Museum, Dragon threads : court costumes of the celestial kingdom : Chinese textiles from the Iris Barrel Apfel and ATTATA Foundation collections, Newark Museum, Newark, N.J., 1992,  (ISBN 978-0-932828-28-6).

- (en) Eric Boman, Iris Barrel Apfel, Harold Koda, Costume Institute, Rare bird of fashion : the irreverent Iris Apfel,Thames & Hudson, New York, 2010,  (ISBN 978-0-500-51344-6).

- (en) Iris Barrel Apfel, Pocket Iris wisdom : witty quotes and wise words from Iris Apfel, Hardie Grant Books, London, 2016,  (ISBN 978-1-78488-065-1)